# Maneki-neko
Chat porte-bonheur
Cet article traite de l’objet décoratif japonais. Pour la créature du folklore, voir Bakeneko ou Nekomata.

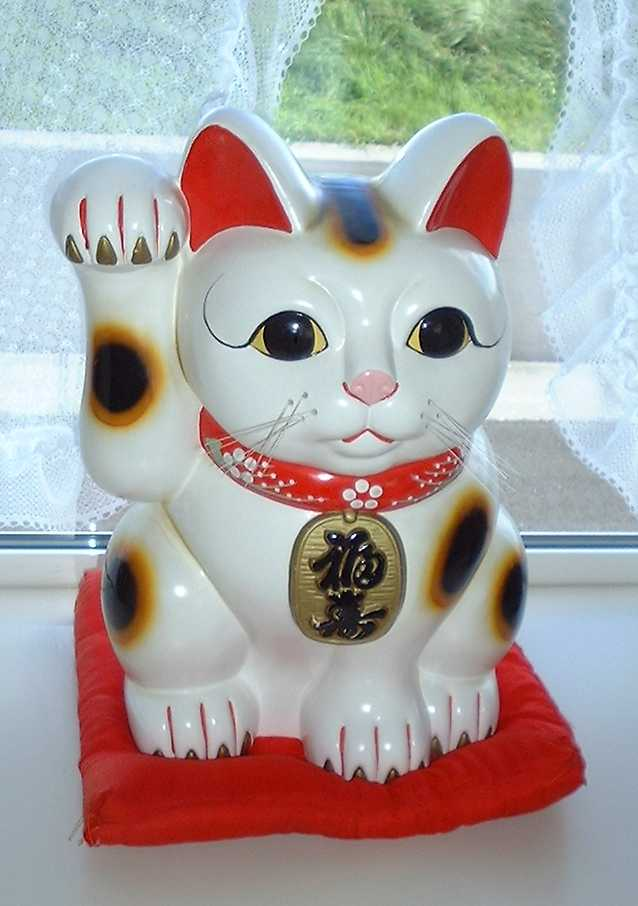
Un maneki-neko à robe calico à la patte droite levée et avec un ōban attaché à son collier.

Le maneki-neko (招き猫,  « chat qui invite »), est une figurine représentant un chat, assis, levant une ou deux pattes, en guise de salutation. Issu des traditions populaires japonaises dans lesquelles les chats étaient estimés grâce à leur efficacité dans la lutte contre les rongeurs, cet okimono (置物 ; « bibelot »), généralement en céramique, en porcelaine ou même en plastique, est considéré comme un porte-bonheur associés à la prospérité commerciale. On le trouve devant de nombreux magasins et restaurants, mais aussi dans les foyers où il se décline en de nombreux autres objets comme des de tirelires ou des porte-clés, devenant un objet emblématique de la culture japonaise contemporaine.

## Présentation

### Étymologie et dénominations
Le terme Maneki (招き) vient du verbe maneku (招く) qui en japonais signifie « inviter » (dans le sens de faire venir) ou « saluer », et neko (猫) désigne le « chat ». Il s'agit donc littéralement du « chat qui invite ». À l’international, le maneki-neko peut être désigné sous le nom de chat porte-bonheur.

### Attributs

#### Le geste
Le geste est un détournement du mouvement du chat se nettoyant l'oreille. Il y avait une croyance au Japon selon laquelle, les bénéfices d’une entreprise seraient florissants, lorsqu’un chat situé à l’entrée d’un bâtiment (genkan ; 玄関), passait sa patte sur sa figure. Cette croyance a probablement pour origine un proverbe chinois de la dynastie Tang, « Le chat qui se lave le visage, passe par l'oreille, jusqu’à ce que l'invité arrive » (猫洗面过耳则客至, māo xǐmiàn guò ěr zé kè zhì).
Pour faire signe à un pair de venir vers soi, il est d’usage en Chine et au Japon d’ouvrir sa main, paume vers le bas, de plier légèrement les doigts et de faire des mouvements de va-et-vient de sorte à signifier à l’interlocuteur de venir vers le locuteur. Ce genre est souvent utilisé par des commerçants ou des prestataires de services pour faire venir des clients. Du fait des différences culturelles spécifiques à la position de la main, certaines sculptures de maneki-neko conçues pour le marché international font le geste en montrant le dos de la patte.

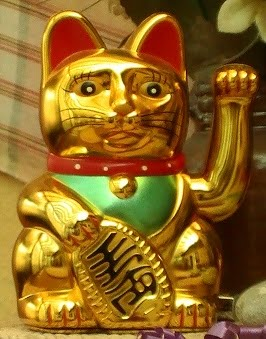
Un maneki-neko doré levant la patte gauche.

Les maneki-neko peuvent lever la patte droite ou la patte gauche, parfois les deux. La signification de chaque patte varie en fonction de la région et de l'époque : La croyance la plus répandue affirme que la patte gauche levée attire les clients, tandis que la patte droite attire la fortune et la chance, toutefois, certaines personnes affirment l'inverse. Certaines personnes affirment également que les pattes sont liées au sexe du chat : La main gauche appelant les clients est associée à la féminité, là où la main droite, attirant la fortune, est associée à la masculinité. Le chat levant la main droite est généralement plus utilisé dans les foyers. Dans d'autres contextes, la patte gauche levée peut être utilisée pour les commerces de boissons, là où la patte droite est levée pour les autres commerces. Cette croyance peut être associée au fait qu'au cours de la période Édo, on désignait ceux qui tenaient leur boisson avec leur main gauche de hidari-kiki (左利き ; « gaucher efficace »), du fait que la main droite, libre, permettait aisément de dégainer le sabre, lors d’une confrontation surprise.
La croyance voudrait que plus le chat lève haut la patte, plus il attire la chance. C’est pourquoi, les pattes des maneki-neko sont devenues de plus en plus hautes au fil du temps ; certains peuvent même deviner l'époque d'un maneki-neko à la hauteur de sa patte. Certaines figurines ont une patte remuant par un procédé électronique, alimentée par une pile ou par un capteur solaire, qui bouge sans cesse en répétant son geste de bienvenue.

#### La couleur

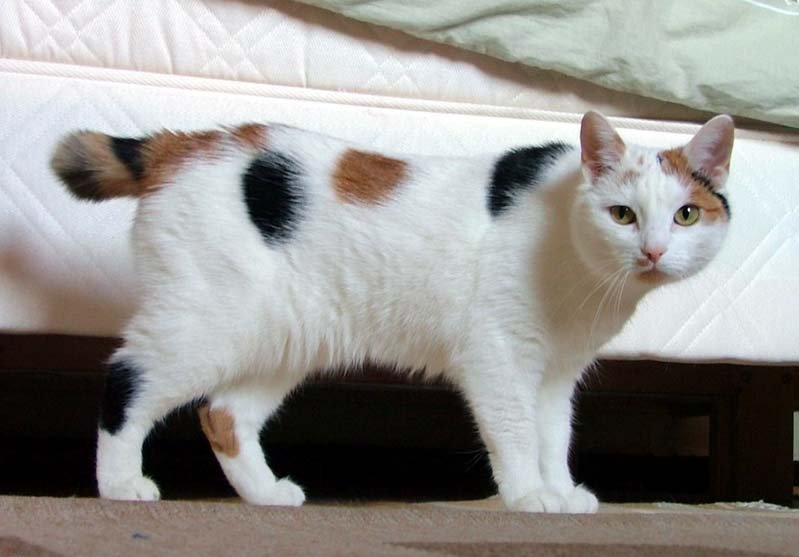
Un bobtail Japonais tricolore à dominance blanche.

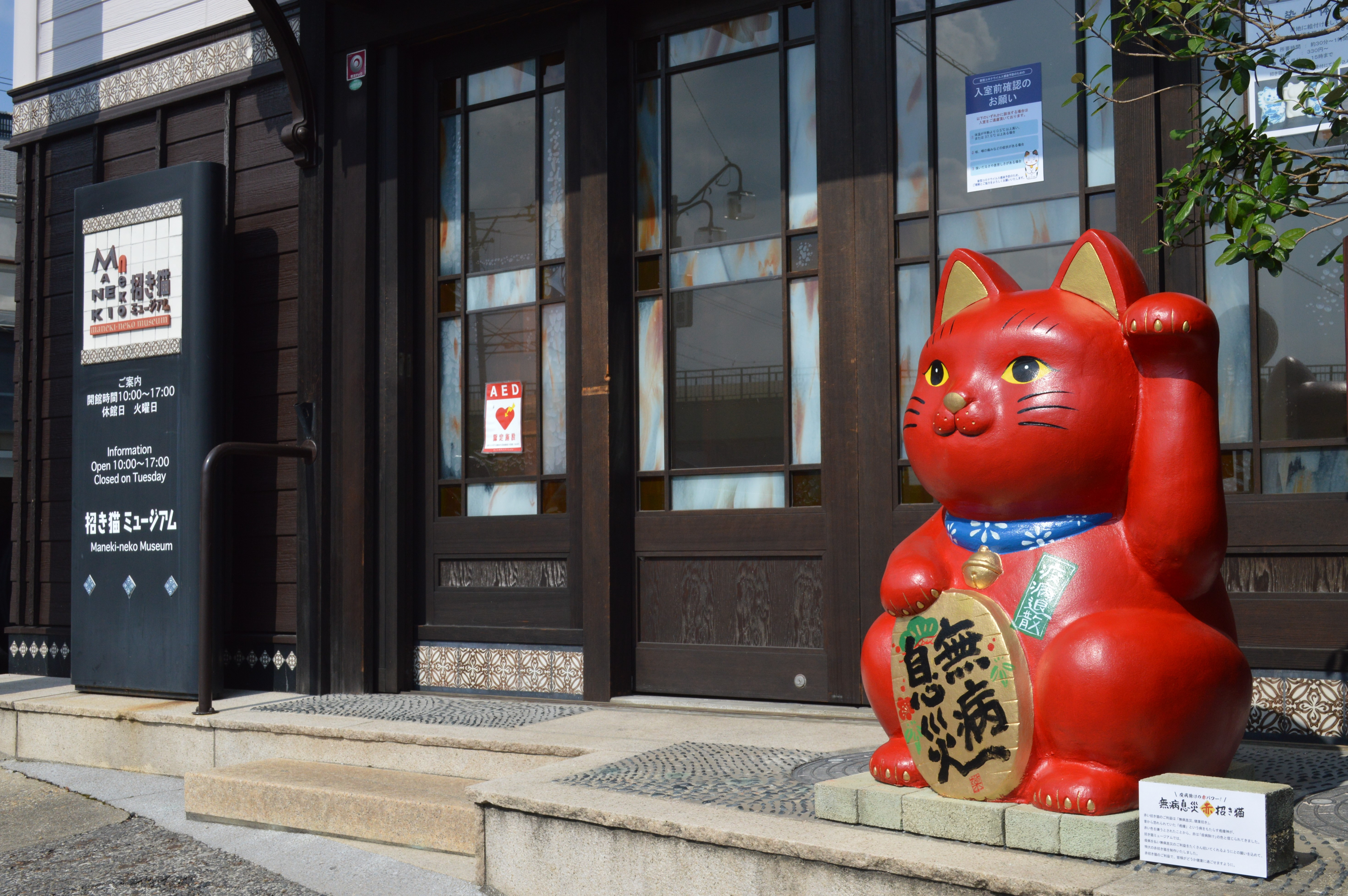
Un maneki-neko rouge au musée du maneki-neko à Seto, préfecture d'Aichi

Les maneki-neko étaient traditionnellement blancs ou noirs, mais au fil du temps, et sous l’influence du feng shui, une grande diversité de couleurs a vu le jour. Chaque couleur est aujourd’hui associée à une signification particulière, souvent liée à des bénéfices spécifiques : 
- Tricolore (mi-ke ; 三毛) : Inspiré du chat calico, le chat est blanc avec des taches noires et rousses. Cette couleur, considérée comme un puissant porte-bonheur, est la plus populaire. Cela pourrait être lié à la rareté de cette couleur chez les bobtails japonais, la race qui sert de modèle aux maneki-neko.
- Blanc : Symbolise la pureté, il s’agit de la seconde couleur la plus populaire. Les deux modèles tricolore et blanc sont les plus représentés chez les maneki-neko car ils sont considérés comme des porte-bonheur polyvalents apportant à la fois chance et prospérité.
- Noir : Les maneki-neko noirs sont censés écarter les esprits maléfiques et apporter la sécurité, cela inclut la protection contre les mauvais esprits, les calamités ainsi que la sécurité du foyer. Ces maneki-neko sont particulièrement populaires auprès des femmes pour éloigner les agresseurs sexuels et sont parfois associés à la divinité Shuyajin du temple Dan-o Hōrin-ji à Kyoto[4].
- Rouge : Associé à la santé et à la longévité, le rouge est également censé repousser les divinités de la variole[4]. Dans un contexte plus international, il sert surtout à favoriser les relations sociales.
- Doré : Symbole de richesse et de prospérité financière[4].
- Jaune : Symbole de prospérité économique, le jaune étant lié à la richesse dans le feng shui et correspond à l’élément « terre » dans la théorie des cinq éléments, où la terre produit le métal[4].
- Vert : Représente la réussite scolaire et universitaire. Il partage cette caractéristique avec le maneki-neko bleu.
- Rose : Non associés aux figures traditionnelles, cette couleur, devenue populaire, est associée à la réussite dans les relations sociales, mais surtout amoureuse[4].

Si la couleur rouge est peu utilisée et que la couleur rose est considérée comme ne relevant pas de la culture traditionnelle, c’est parce que jusqu’à une période relativement récente mais non précisée, il était coutume de penser que les chats associés à la couleur rouge (dont le rose) pouvaient être dotés de pouvoirs surnaturels et aux forces occultes et étaient généralement évités.

#### Le collier, la bavette et la clochette
Les maneki-neko sont souvent ornés d’objets symboliques qui renvoient à des coutumes historiques ou religieuses. Ils portent fréquemment un collier rouge accompagné d’une clochette et parfois d’une bavette décorative. Ces colliers rouges remontent probablement à une tradition de l'ère Edo, où les riches propriétaires de chats, un animal de compagnie coûteux à l'époque, ornaient leurs animaux de colliers fabriqués en hichirimen (une étoffe inspirée de la fleur de camélia rouge) et y ajoutaient des clochettes pour décorer et localiser leurs animaux.
La bavette, quant à elle, pourrait être inspirée des yodarekake (涎掛け), un tissu évoquant un bavoir, que l’on retrouve sur les statues de Jizo Bodhisattva, le protecteur des enfants malades ou décédés et des femmes enceintes. Ces statues, souvent situées à l'entrée des temples ou dans les cimetières japonais, sont ornées de bavoirs et de vêtements offerts par les parents d’enfants guéris, en signe de reconnaissance. Parfois, ces offrandes sont faites par des parents endeuillés, qui espèrent que Jizo protégera l'âme de leur enfant.

#### La pièce
Les maneki-neko sont souvent représentés avec une grosse pièce dorée, appelée koban, utilisée au Japon pendant la période Edo. Un koban valait un ryo, une autre ancienne devise japonaise, mais le koban porté par la plupart des maneki-neko est marqué comme valant dix millions de ryo (千万両, senman ryō). Un ryo devait valoir un peu moins d’un millier d’euros, même si la valeur de la pièce, comme celle de l’euro, a varié considérablement.

#### Les inscriptions

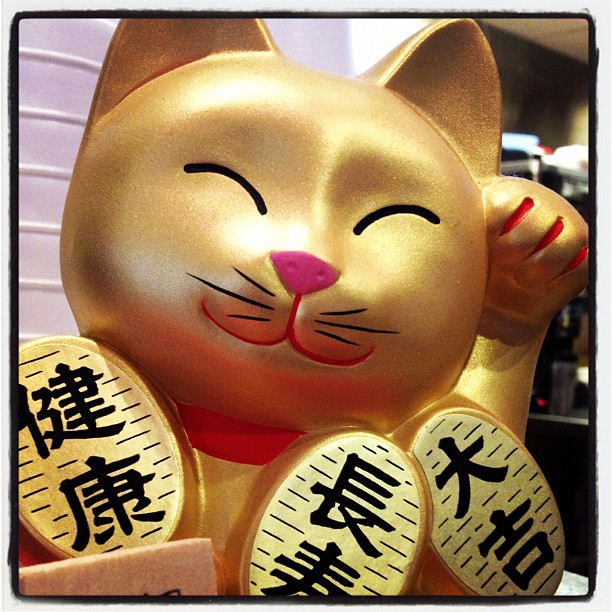
Un maneki-neko doré, couvert de koban, duquel est écrit l’inscription kenkō (健康 ; santé) sur l’un d’eux.

Certains maneki-neko portent une inscription sur leur ventre ou leur koban : Le caractère le plus répandu est le caractère 福 (fuku, « bonheur ») écrit à l'envers, une référence au concept chinois de daofu (倒福). Sur d’autres sculptures, il peut être marqué des mots entiers comme 福助 (fukusuke ; « porte-bonheur ») ou 開運 (kaiun ; « porteur de chance »), certaines de leurs figures évoquent notamment Ebisu et Daikokuten, deux des sept divinités du bonheur.

#### Le matériau et la confection
Les maneki-neko sont généralement fabriqués en porcelaine, en céramique ou bien avec d’autres matériaux moins onéreux comme le plastique, le bois, le papier mâché ou l'argile.
La principale région de production de maneki-neko au Japon est Tokoname, dans la préfecture d'Aichi. Une autre région notable est Seto, également dans la même préfecture, où la majorité ils sont fabriqués en céramique. Près de Takasaki, dans la préfecture de Gunma, on trouve des maneki-neko produits selon des méthodes similaires à celles utilisées pour les daruma (達磨), en utilisant une structure en papier mâché sur un moule en bois.
Dans les périodes les plus récentes, ont émergé des modèles électroniques, sous forme de jouets ou de souvenirs, généralement alimentés par piles ou bien par des panneaux solaires, permettant de reproduire le mouvement de l’invitation. Cette pièce s'inscrit fortement dans le rôle d'apporteur de fortune du maneki-neko. Il n'est donc pas surprenant qu'on trouve des maneki-neko tirelires, une pratique qui remonte au moins aux années 1890, comme le cochon tirelire.

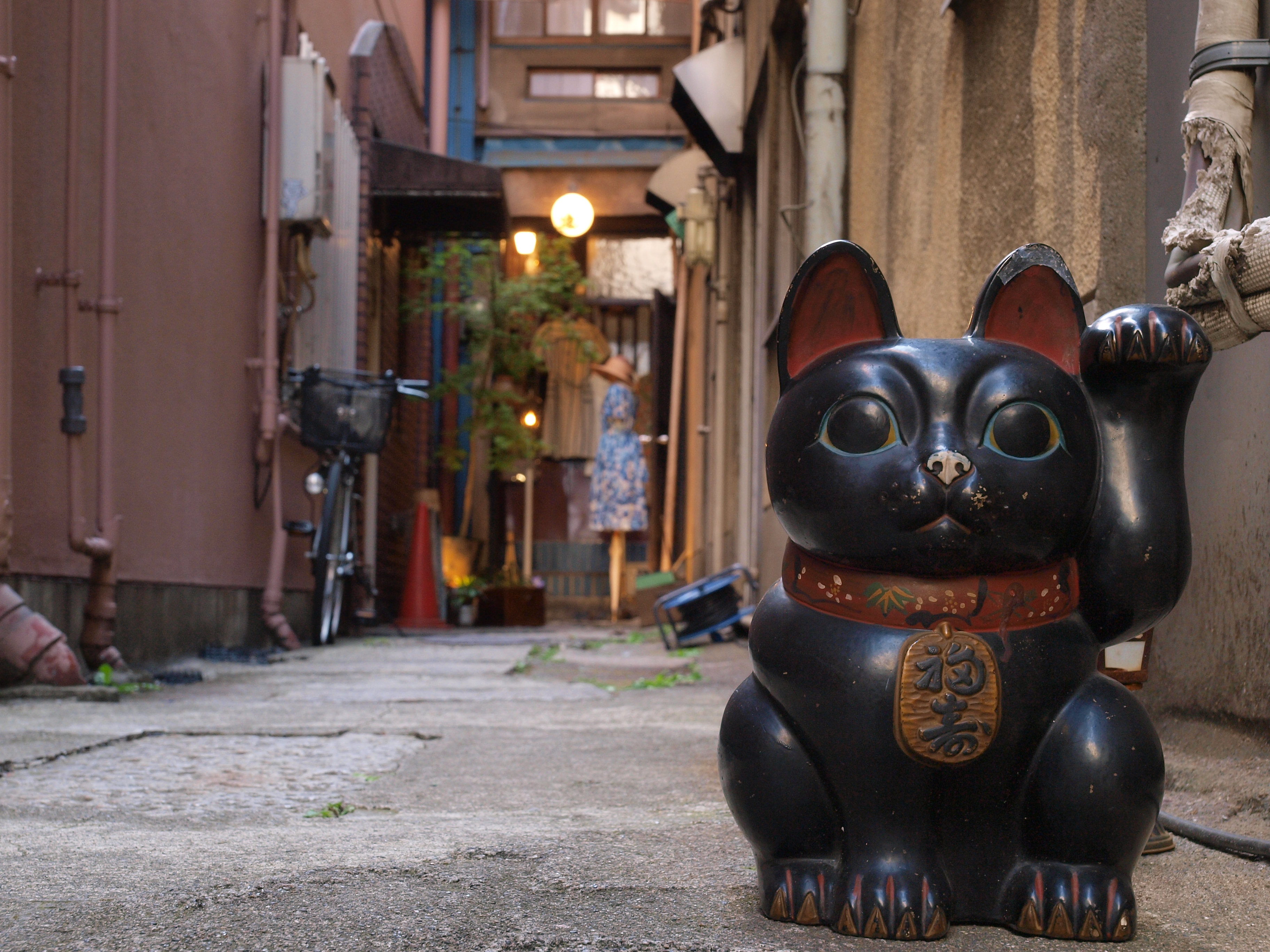
Un Maneki-neko noir dans une rue d'Asakusa (Tokyo).
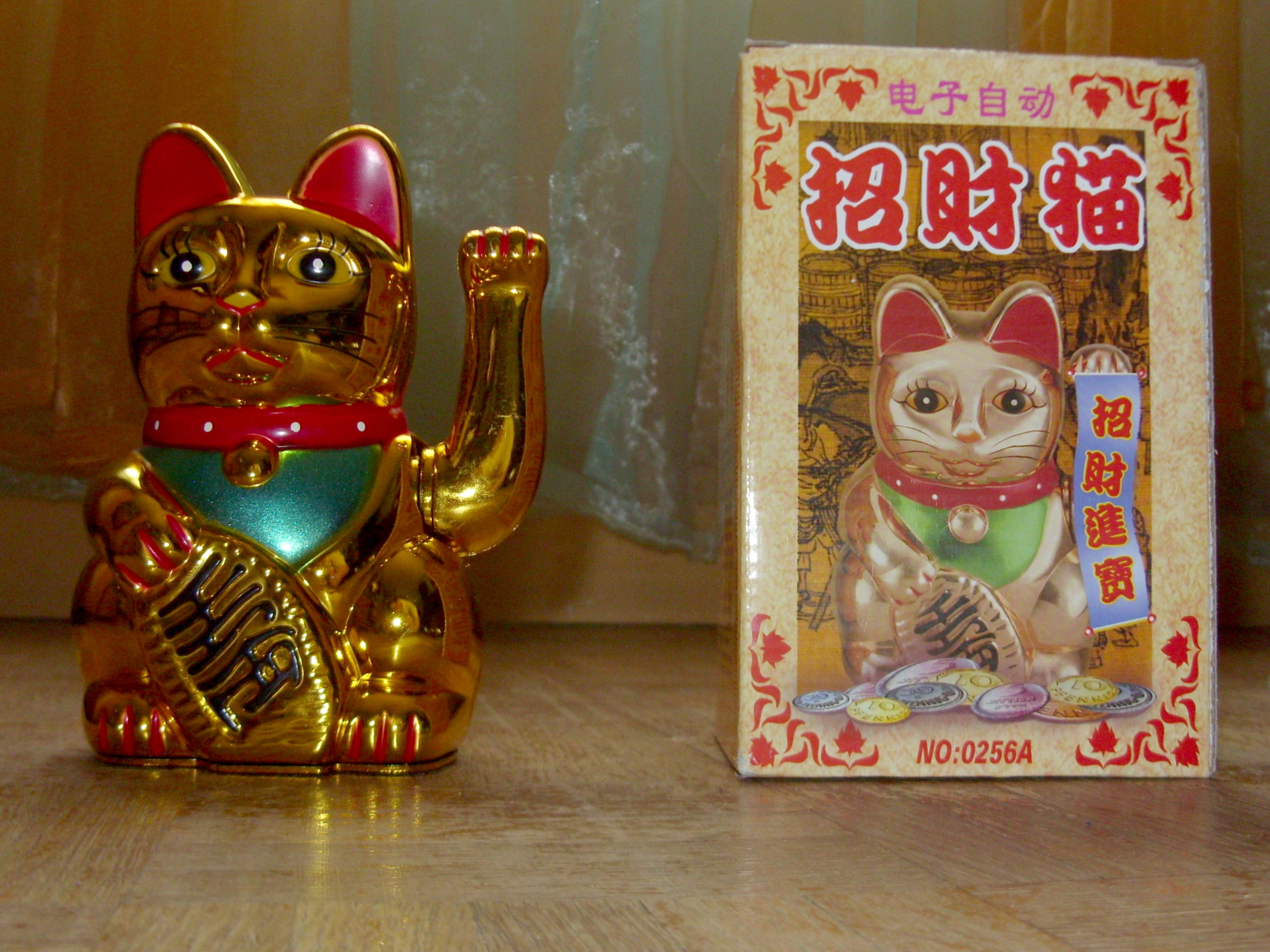
Un Maneki-neko doré électronique remuant la patte.
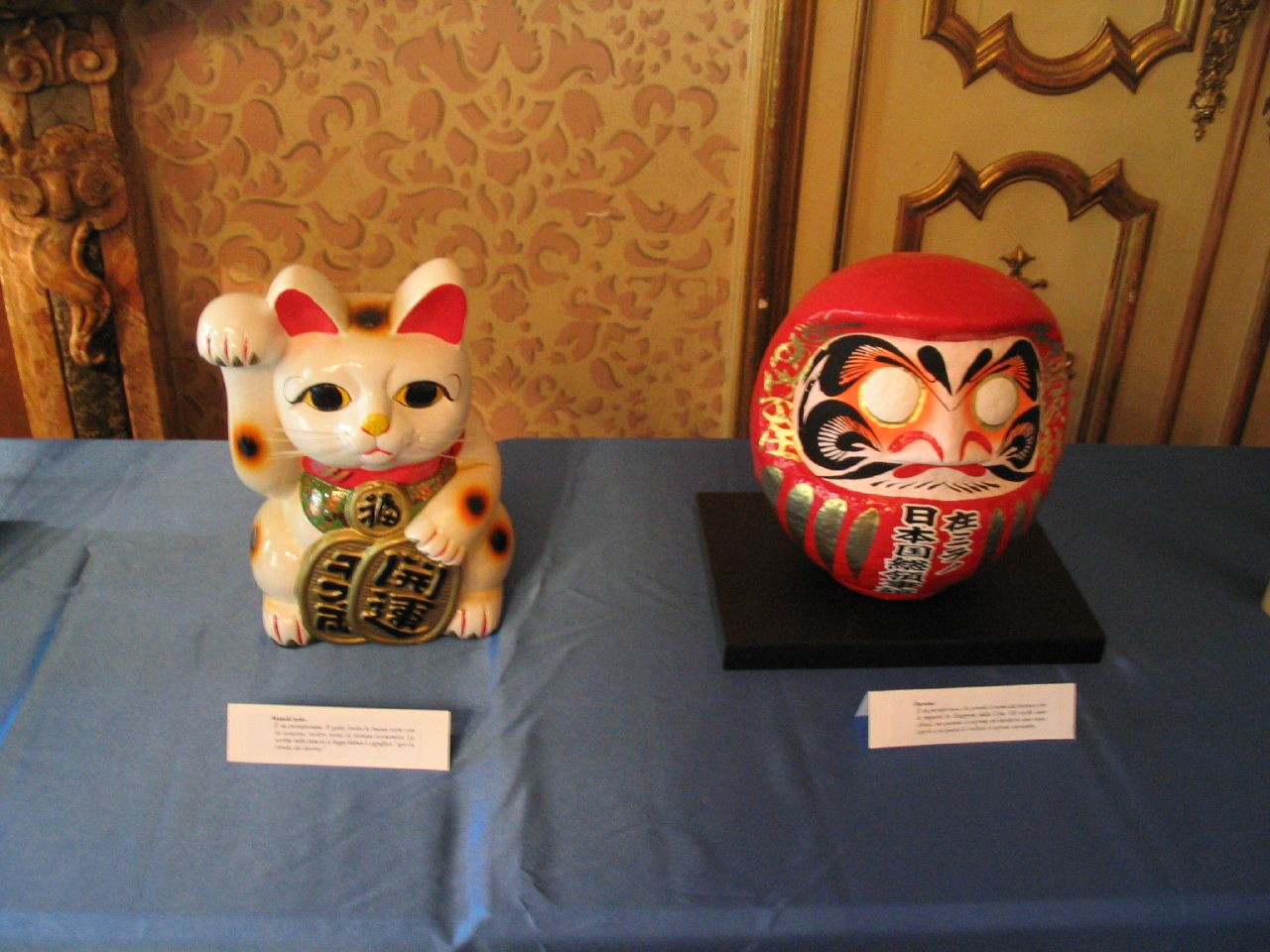
Un maneki-neko avec une autre figurine porte-bonheur : le daruma.

## Histoire

### Origine

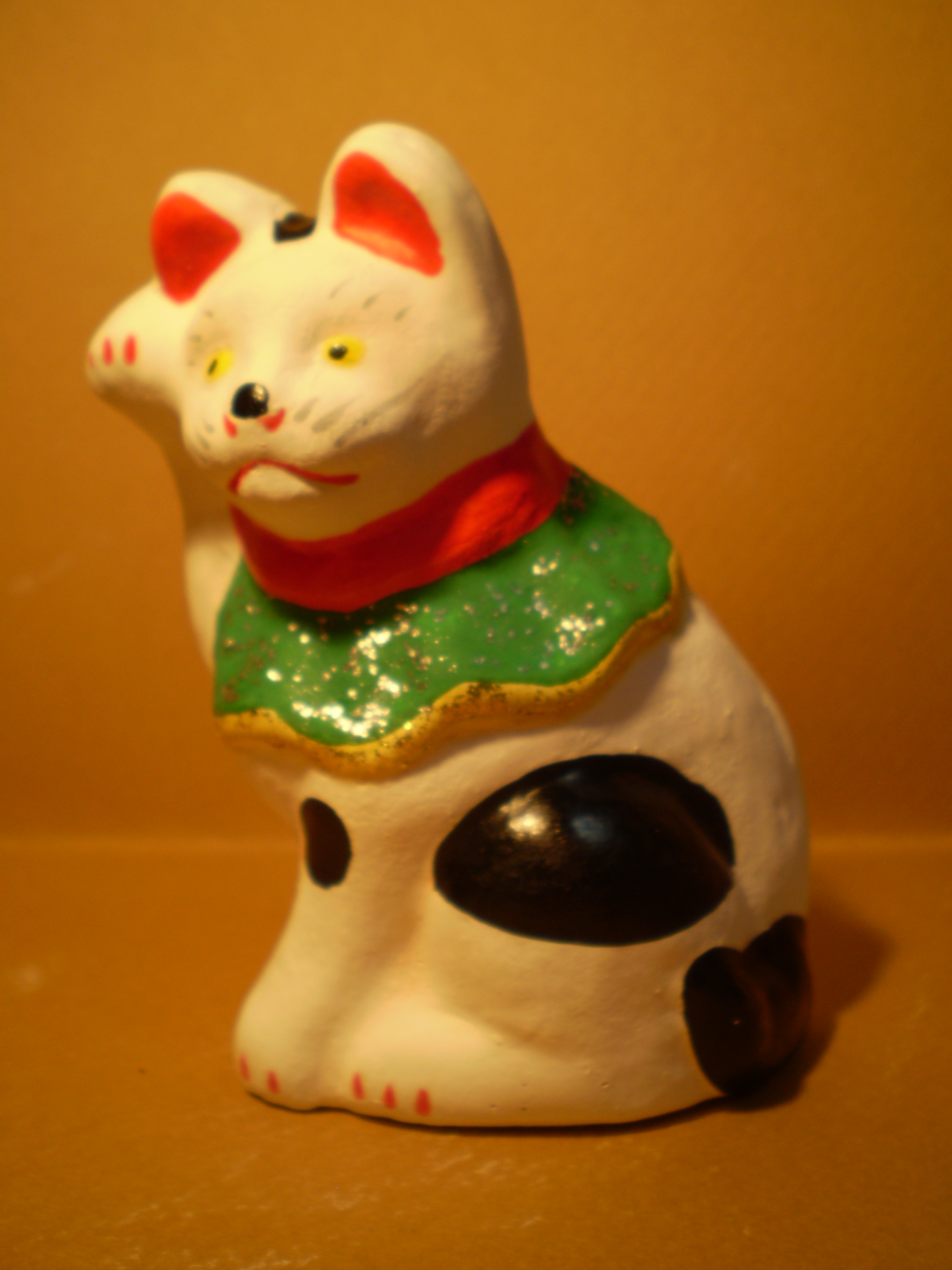
Sculpture en céramique d’Imado représentant un Marushime-neko, dans le style des périodes Kaei et Ansei de la période Edo.

Il est généralement admis que ces figurines de chat seraient originaires des différentes grandes villes japonaises de l’époque, Édo ou parfois de Kyoto.Une théorie populaire suggère que les figurines de maneki-neko sont nées de la céramique d'Imado, vendue à Asakusa durant l'époque Édo. Pendant l'ère Tenshō, de la période Azuchi-Momoyama, une argile adaptée à la poterie fut découverte dans cet ancien canton, dans le quartier d'Asakusa, permettant aux habitants de produire cette céramique. Plus tard, au cours de l'époque Édo, des potiers de la province de Mikawa s’installèrent à Imado et améliorèrent cet artisanat. Pendant l’ère Genroku, des figurines connues sous le nom d’Imado-ningyō (今戸人形 ; « poupée d’Imado ») furent créées. La première mention d'un maneki-neko à proprement parler, en tant que figurine, remonte à la fin de cette période, sous la forme d'un marushime-neko, une variation du maneki-neko fabriquée en céramique d’Imado.

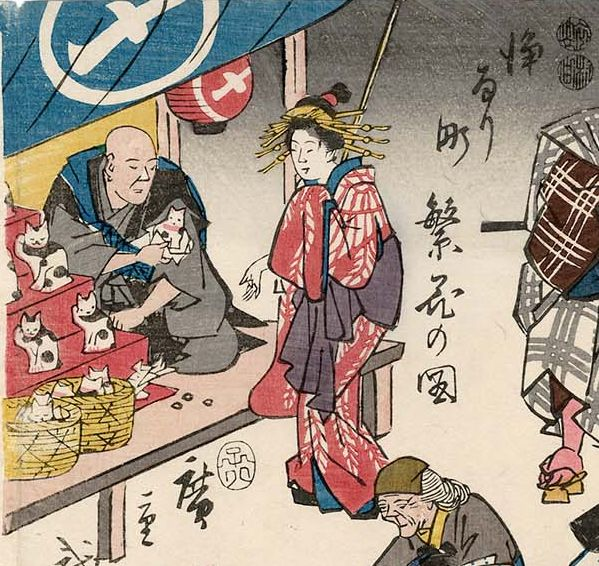
Des Marushime-neko sur l’étal d’un marchand dans "Joruri-machi Hanka no zu" par Utagawa Hiroshige, 1852

Les deux sculptures sont contemporaines l’une de l’autre : l’une des premières mentions documentées du maneki-neko apparaît dans le Bukō nenpyō (武江年表 ; « Chronologie d'Edo ») en 1852. Cette même année, l’ukiyo-e de Utagawa Hiroshige, intitulé Joruri-machi Hanka no zu, montre un marushime-neko vendu au Temple Sensō-ji à Tokyo.

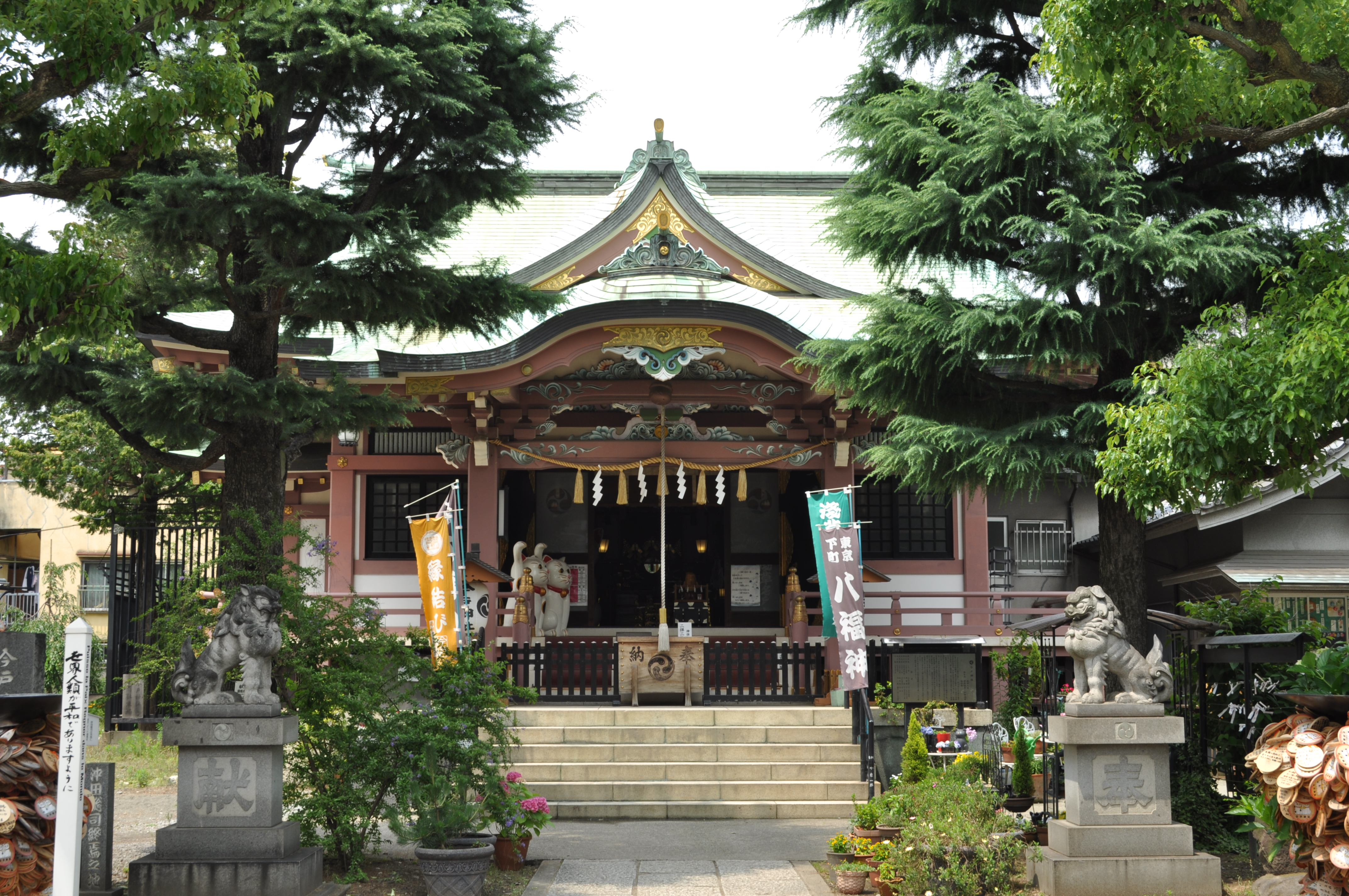
Le sanctuaire d’Imado à Asakusa, Tokyo

Au cours de la période Meiji, le maneki-neko gagne en popularité dans des contextes variés, notamment dans les zones de plaisir appelées yūkaku (遊廓), où les maisons de divertissement étaient décorées de talismans porte-bonheur. Ces figurines ont rapidement remplacé les charmes de fertilité masculins, interdits par le gouvernement Meiji à partir de 1872 dans le cadre de la modernisation et de l'occidentalisation du Japon. Des affiches de cette époque montrent des femmes imitant le geste de la patte levée d’un chat pour attirer les clients. Le maneki-neko devient alors un symbole de prospérité et de chance, adopté également par les restaurants et autres commerces. Cette gestuelle n’est pas exclusive au Japon et peut se retrouver sur d’autres Iconographies, comme celle de la déesse Thaïlandaise Nang Kwak, définie comme la « femme attirante ».
Des liens symboliques entre les chats et les femmes, particulièrement les geishas, sont également évoqués dans les récits de l’époque. Selon Katherine M. Ball, auteur de Animal Motifs in Asian Art (1927), « au Japon, la geisha, ou chanteuse, a été associée au chat, probablement en raison de son charme ensorcelant exercé sur le sexe opposé ». Certains auteurs affirment également, que l’intervention du gouvernement Meiji dans la restriction de confection de statuettes de renard, jugé alors comme une pratique impie, aurait favorisé l’émergence du maneki-neko à cette période.

### Légendes

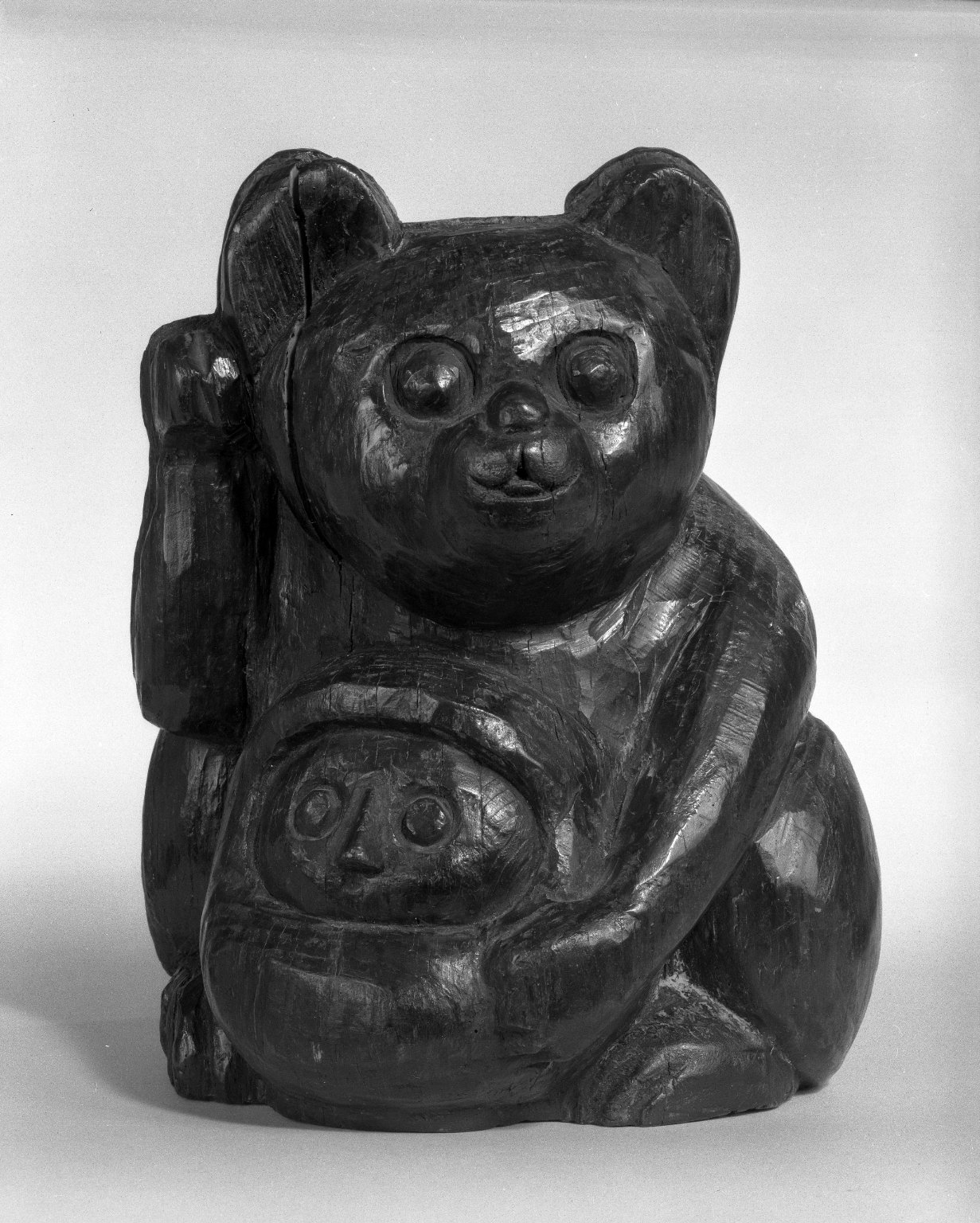
Un moule en bois pour une poupée maneki-neko et Okiagari-Koboshi Daruma de la période Edo, XVIIIe siècle. Musée de Brooklyn.

De nombreuses légendes entourent l'origine du maneki-neko au Japon, associant cette célèbre figurine porte-bonheur à divers temples et sanctuaires, tels que le Temple Gōtoku-ji, le Sanctuaire Jishōin (ja) ainsi que le Sanctuaire Imado (ja),. Une légende célèbre raconte que Ii Naotaka, daimyō de l’époque Edo, aurait été sauvé lors d’un orage grâce à un chat qui l’invita, par ses gestes, à entrer dans le temple Gōtoku-ji. Reconnaissant, Naotaka devint le mécène du temple, qui prospéra sous la protection du clan Ii. Cet épisode aurait inspiré la création des premières figurines maneki-neko en hommage à ce chat. Une autre légende, située dans le quartier de Yoshiwara, raconte qu’un chat sauva la vie de la courtisane Usugumo en tuant un serpent menaçant. Pour honorer son courage, une statuette en bois à l’effigie de l’animal fut sculptée, ce qui renforça l’association des chats à la protection et à la chance. Enfin, un récit évoque une vieille femme d’Imado, qui, sur les conseils d’un rêve envoyé par son chat, confectionna des statuettes en argile représentant son compagnon. Leur succès permit à cette femme de sortir de la pauvreté, contribuant à la popularisation des maneki-neko dans la région. Ces récits s’ajoutent à d’autres légendes folkloriques où les chats sauvent leurs maîtres, apparaissent en rêve pour guider des âmes en détresse ou protègent des personnes en danger, renforçant leur image positive dans la culture japonaise.

## Influence
Depuis le début du XXe siècle, la popularité du maneki-neko n’a fait que de grandir au Japon, la figure du chat porte-bonheur fait alors l’objet de divers initiatives populaires :

### Au Japon

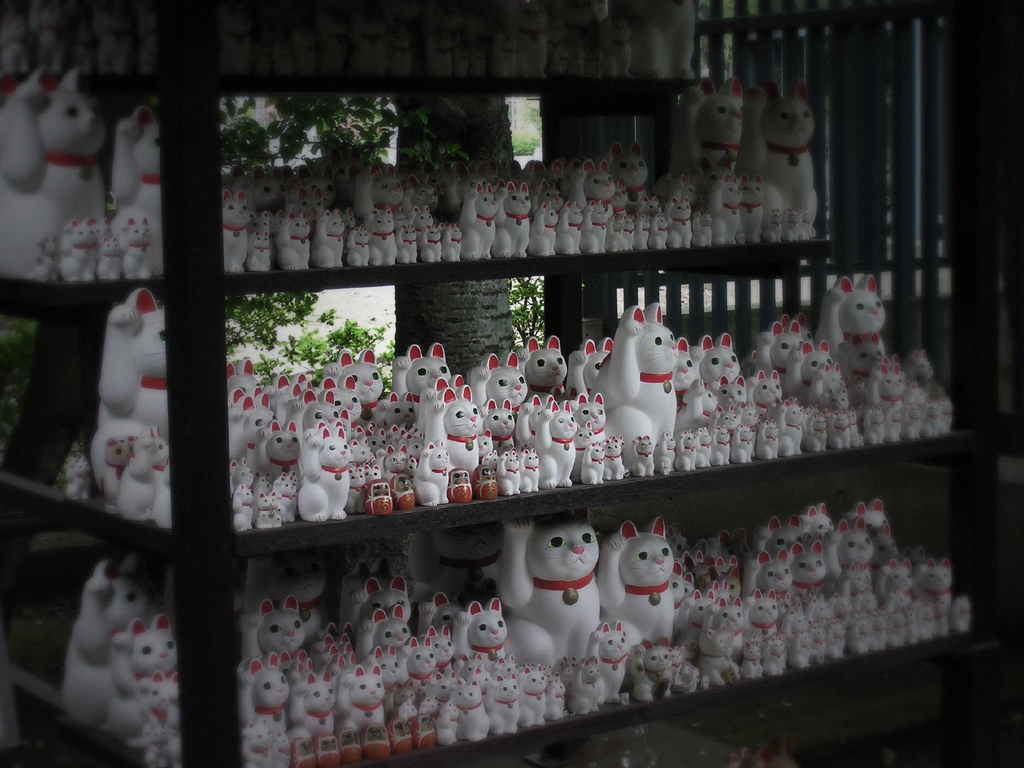
Maneki-neko au Gōtoku-ji.

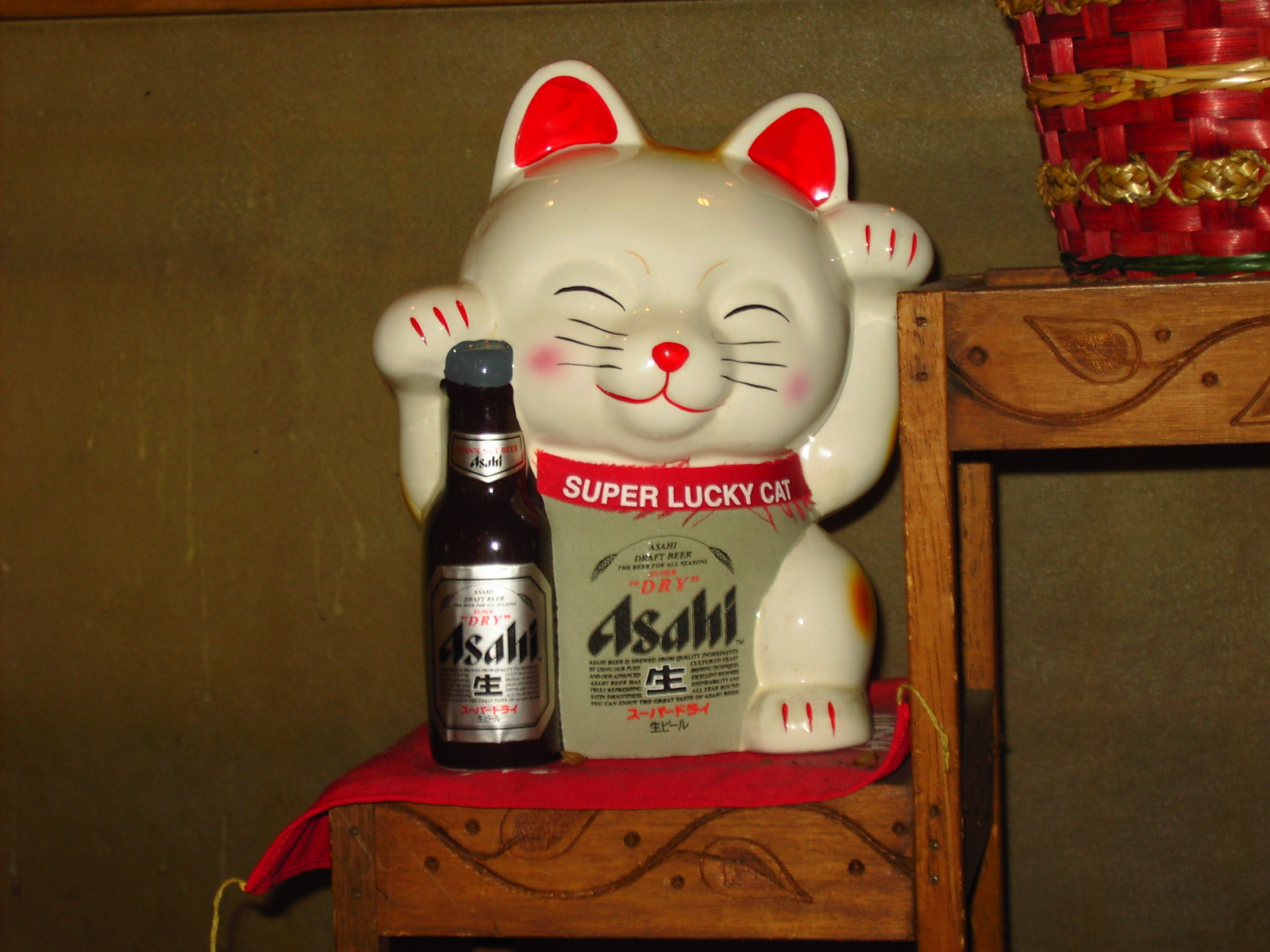
Il existe aussi des maneki-neko publicitaires : ici pour la bière japonaise Asahi.

La première influence la plus notable, étant sa présence dans un grand nombre d’édifices religieux à travers le Japon : Au sanctuaire d’Imado à Asakusa bien sûr, mais aussi dans des temples bouddhiste comme le Gōtoku-ji, où une partie de l’édifice est destinée à rendre hommage à la figurine.
La popularité du maneki-neko s’est faite notamment par la fondation du Japan Maneki Neko Club en 1993 dans la préfecture de Gunma. Cette association, rassemblant un grand nombre de passionnés et de collectionneurs, se dédie à la célébration et à la promotion de ces chats porte-bonheur. Les activités comprennent la publication d’ouvrages ainsi que l’organisation d’exposition et d'événements faisant la promotion du maneki-neko. Parmi ces différentes stratégie de promotion du maneki-neko par l’association, y figure le maneki-neko no hi (招き猫の日 « Journée du maneki-neko »), se tenant 29 septembre. Reconnue par la Nihon-kinenichi-kyōkai (日本記念日協会 ; « Association japonaise des jours commémoratifs ») des festivals comme le kurufuku maneki-neko matsuri (来る福招き猫まつり ; « Festival de la chance et du maneki-neko ») sont organisés dans des lieux tels qu'Okage Yokocho à Ise, Seto et Shimabara, autour de cette date.
Mais la popularité du maneki-neko ne se résume pas seulement qu’à une figurine de chat, il arrive parfois au Japon, ou même à l’international, qu’un animal vivant fasse l’objet d’un traitement particulier en référence aux bienfaits qu’apporte le félin : Dans la gare de Kishi, sur la ligne Wakayama Electric Railway, une chatte calico prénommée Tama, était devenue la mascotte de l’équipe ferroviaire, jusqu’à être nommée cheffe de gare, avant d’être promue au rang de directrice exécutif, avec l’espoir qu’elle devienne une sorte de « maneki-neko vivant ». Ce qui fut effectif, puisque sa nomination factice de cheffe de gare augmenta le trafic dès 2007, alors que l’établissement était sur le point de fermer. À l’occasion de la nomination de la petite chatte, un maneki-neko spécial avait été fabriqué par un artisan de Seto et été offert à la gare pour attirer encore davantage de passagers.

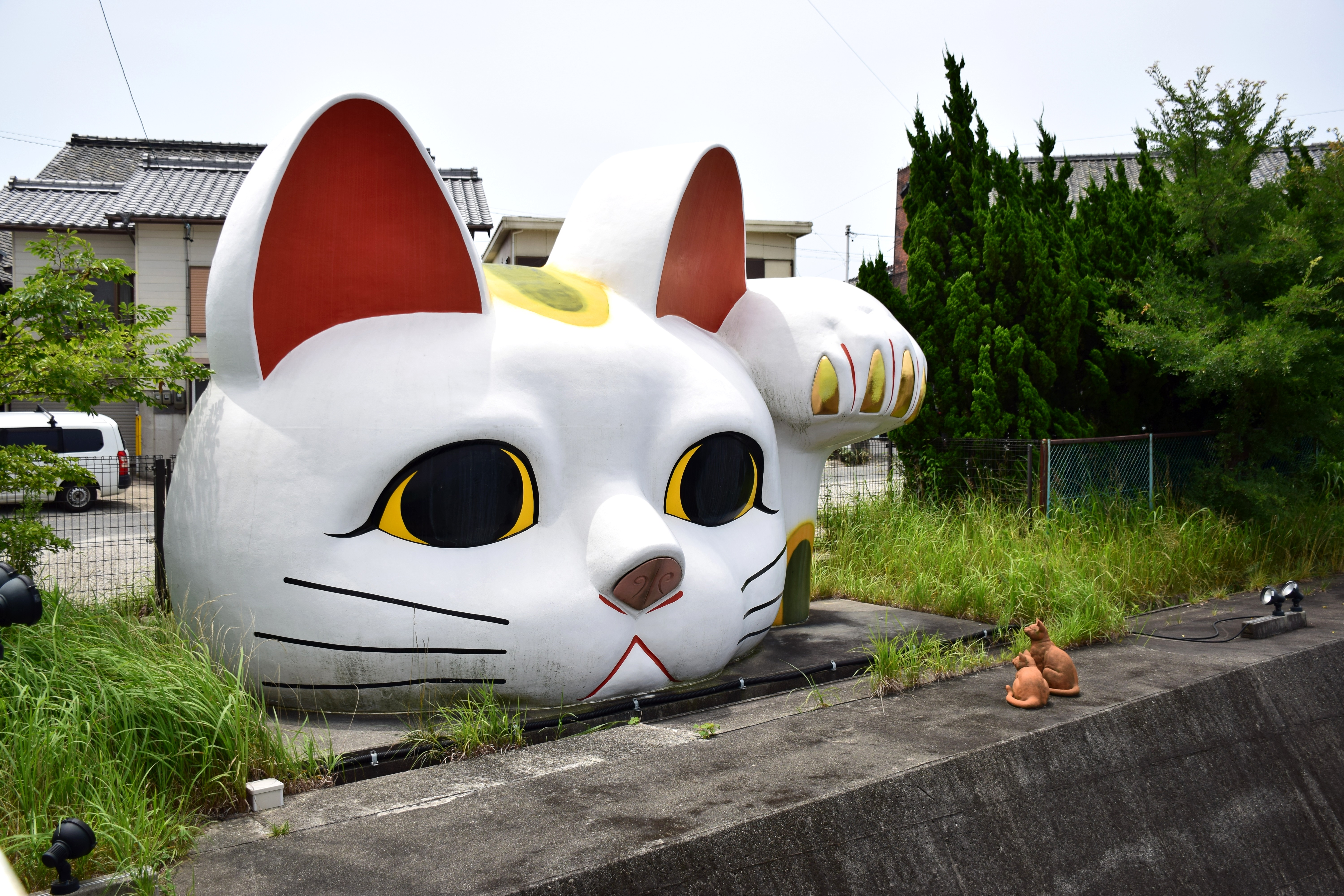
Le maneki-neko "Tokonyan" sur le sentier de promenade Yakimono dans la ville de Tokoname, préfecture d'Aichi.

Le maneki-neko n’est plus seulement un objet permettant la prospérité commerciale, mais renoue également avec la tradition d’attirer les visiteurs, c’est pourquoi il fait également l’objet d’une stratégie de promotion d’un lieu pour favoriser le tourisme : La ville de Tokoname, dans la préfecture d’Aichi, réputé pour ses figurines de maneki-neko en céramique, a logiquement opté pour mascotte officielle qui s’en inspire : Un petit chat calico du nom de « Tokotan » (トコタン).
Dans la fiction japonaise, le maneki-neko y est une figure récurrente : La figurine y est souvent détournée, faisant office de robot géant aux allures de bouddha dans Samouraï Pizza Cats. Dans les jeux vidéos, la figure du maneki-neko, associée à l’expression japonaise neko ni koban (猫に小判 ; « les sous aux chats »), est un pourvoyeur d’argent ou de bonus au joueur : Dans la série de jeux Pokémon, Le Pokémon Miaouss, dont l’allure générale et le koban sur le sommet de sa tête le fait ressembler à un maneki-neko, peut octroyer de l’argent au joueur grâce à sa capacité « Jackpot », qu’il partage avec d’autres Pokémon félins. Dans ce médium, la figurine fait également office de boss : Dans le jeu-vidéo Yo-kai Watch Blasters, un boss yo-kai spécifique à la version du peloton du chat rouge, est inspiré du maneki-neko : Pattes Rouges ; Aka-maneki (赤魔寝鬼), la couleur rouge de ce maneki-neko géant et les caractères qui compose son nom japonais détourné pour l’occasion, en font une divinité ambigüe le rapprochant des figures surnaturelles (ma ; 魔) et démoniaques comme les oni (ki ; 鬼). Dans le domaine de la fantaisy, la statue de maneki-neko est aussi prompt à prendre vie : dans l'anime Nyan Koi!, la figurine prend vie après avoir été vandalisé, ou bien dans le manga Dandadan, où le maneki-neko sert d’artefact permettant de piéger un des antagoniste de l’histoire, devenait alors un personnage secondaire inoffensif.

### Dans le monde
En Chine, le maneki-neko doré électronique est particulièrement populaire et très présent dans les magasins et les restaurants chinois. Nombre d’entre eux tiennent une pièce d’or marquée 千両小判 (qiān liǎng xiǎopàn ; koban de mille ryō ) dans leur patte gauche. À Taïwan, depuis la vague de popularité de la culture japonaise des années 1990, de nombreux magasins placent des maneki-neko similaires à ceux du Japon devant leur entrée ou derrière la caisse.
Aux États-Unis, et notamment dans le quartier chinois de New York, les maneki-neko sont également très populaires. Ils se trouvent souvent à l'entrée des restaurants, sous une forme proche des modèles japonais. En anglais, sont parfois appelés « welcome cat » ou « lucky cat », et ceux qui tiennent une pièce en dollar sont alors surnommés « dollar cat ». Cependant, le geste de la patte est inversé par rapport au Japon, où le dos de la main est tourné vers l'avant, dû à la différence culturelle.
L'influence du maneki-neko est également une figure récurrente dans les productions culturelles : En musique, le sixième titre de l'album Calling From The Stars de Miss Kittin porte le nom de « Maneki Neko », tandis que le groupe américain Weezer affiche plusieurs de ces figurines sur la pochette de leur album live The Lion and the Witch, enregistré au Japon. En littérature, l'auteur américain Bruce Sterling a imaginé un réseau secret de trafiquants contrôlé par une intelligence artificielle, utilisant le geste du maneki-neko comme signe de reconnaissance, dans son œuvre intitulée « Maneki-Neko ». En parallèle, le maneki-neko inspire également des récits comme l'album « Le Chat Bonheur » de Lan Qu, qui narre une légende basée sur cette figure emblématique. Le cinéma et les séries télévisées ne sont pas en reste : on retrouve à plusieurs reprises le maneki-neko dans le film-essai Sans soleil du cinéaste français Chris Marker, et ils constituent un élément de décor incontournable dans la série Chez Nadette.

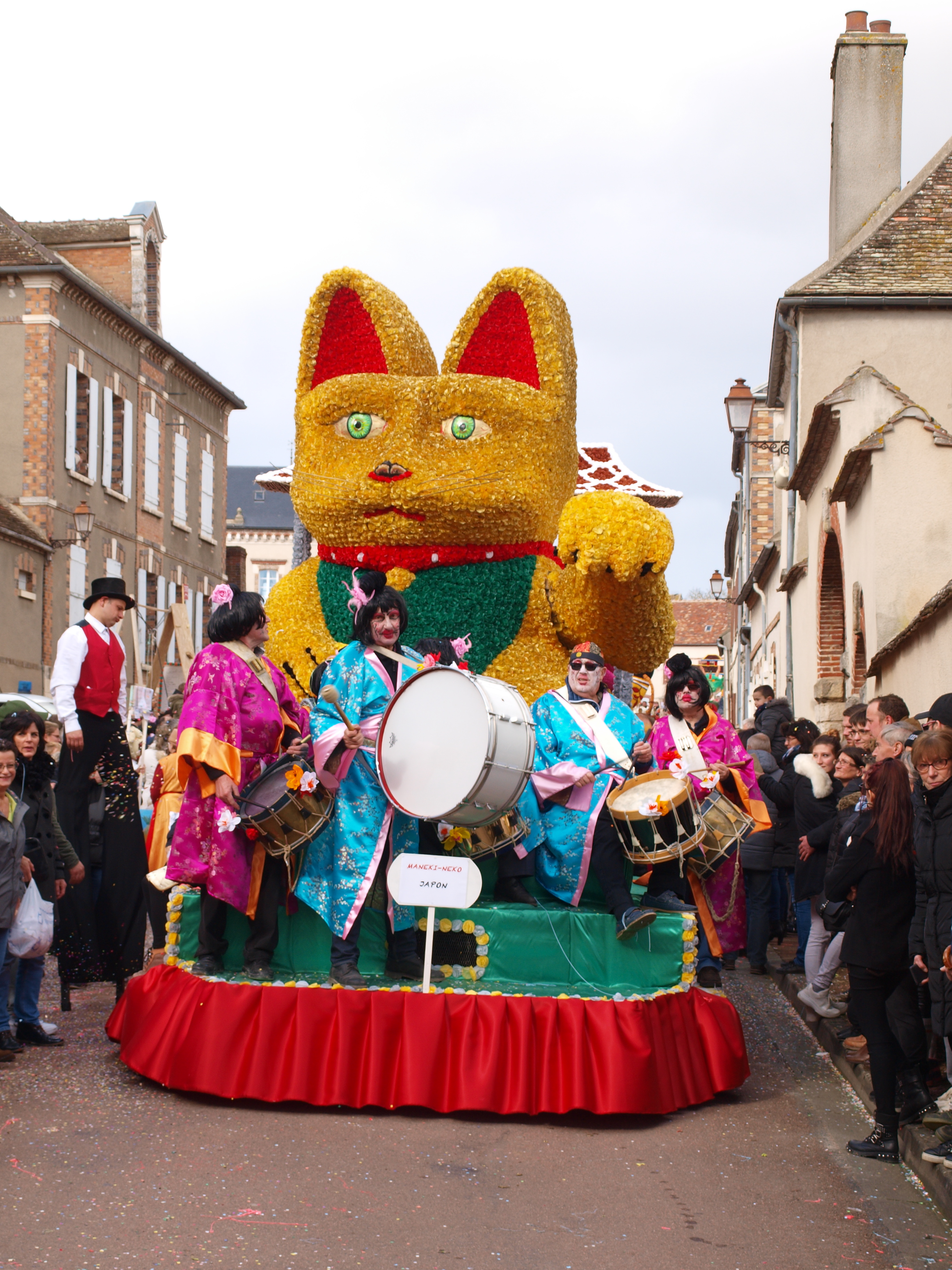
Un maneki-neko sur un char au carnaval de Sergines (Yonne, France) en 2019
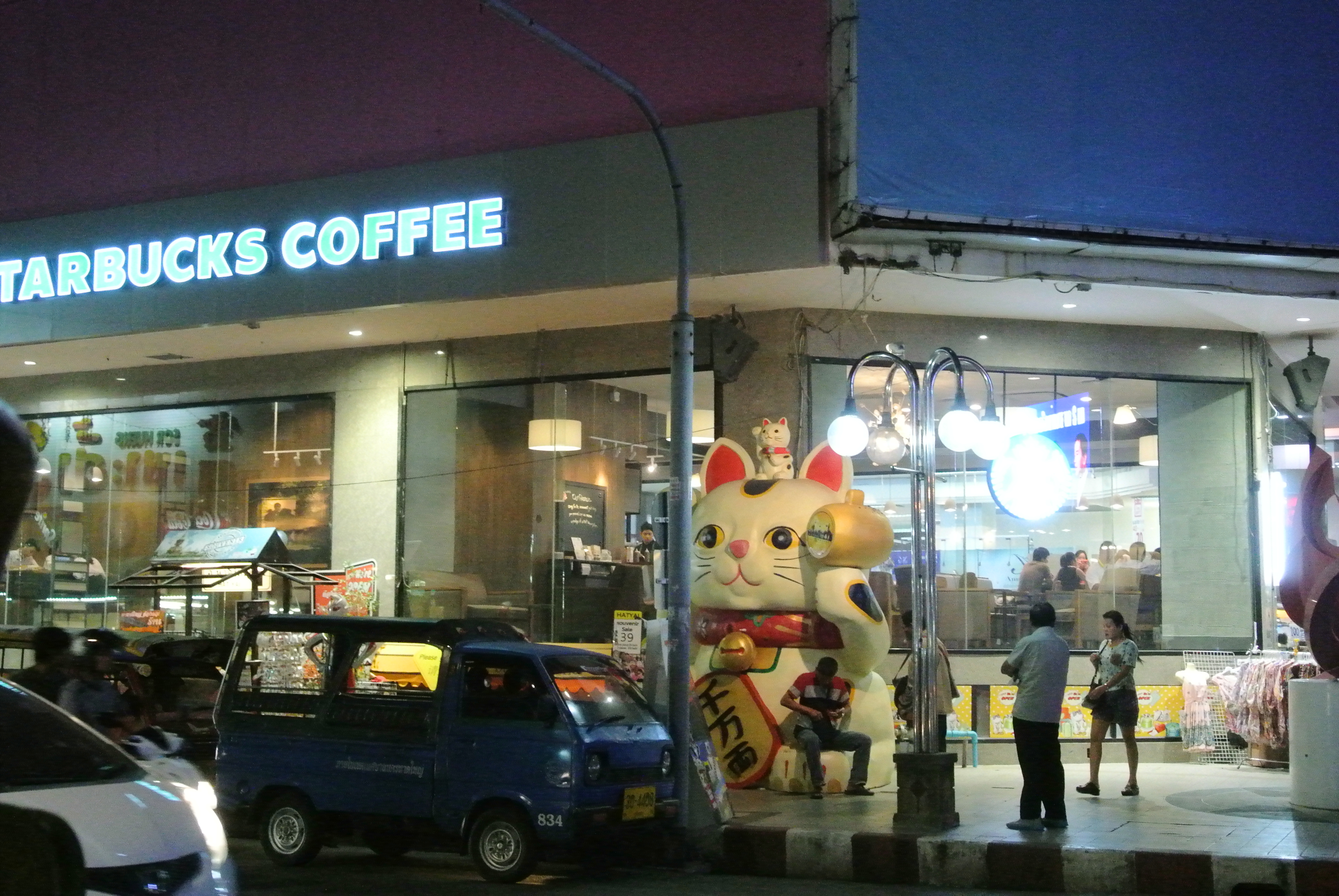
Statue de maneki-neko devant le grand magasin Odean, Ha-Yai, Thaïlande
- Un maneki-neko électronique au Viêt Nam.